# TAN (음악 그룹)
TAN(티에이엔)은 2022년 3월 10일 데뷔한 대한민국의 7인조 보이 그룹이다.
현재 멤버 이창선, 임주안, 서성혁은 병역을 이행 중에 있다.

## 활동

### 2021년: 데뷔 이전
2021년 12월 16일에 《극한데뷔 야생돌》의 마지막회가 방송됐고 그룹 멤버와 이름이 결정됐다.
2021년 12월 29일 《MBC 연예대상》과 12월 31일 《MBC 가요대제전》을 통해서 첫 스페셜 무대를 가졌다.

### 2022년
2022년 3월 10일 미니 1집 《1TAN》를 발매하며 정식 데뷔했다.
2022년 6월 21일 미니 2집 《2TAN (wish ver)》를 발매하였다.
2022년 7월 26일 미니 2집 《2TAN (we ver)》를 발매하였다.
2022년 10월 11일 싱글 1집 《DREAM & DEURIM》를 발매하였다.

### 2023년
2023년 3월 10일 스페셜 앨범 《ESSEGE》를 발매했다.
2023년 8월 11일 미니 3집 《TAN MADE [ I ]》를 발매했다.

### 2024년
2024년 3월 10일 스페셜 앨범 《SEVEN FOREVER》를 발매했다.
2024년 3월 28일 정규 1집 《3TAN (WORLD)》를 발매했다.
2024년 6월 4일 소속사와 계약 해지를 하였으며 자연스럽게 팀 활동이 중단되었다.
2024년 7월 1일 멤버 임주안는 멤버 중 첫 번째로 군입대를 했다.
2024년 10월 7일 멤버 이창선은 멤버 중 두 번째로 군입대를 했다.

### 2025년
2025년 1월 20일 멤버 서성혁은 멤버 중 세 번째로 군입대를 했다.

## 구성원
| 이름   | 소개 |
| ------ | --- |
| 이창선 | - 본명 : 이창선 - 생년월일 : 1996년 3월 17일(29세) - 출생지 : 대한민국 - 학력 : 국제대학교 실용댄스과 (졸업) - 과거 소속 그룹 : 투포케이                                              |
| 임주안 | - 본명 : 임주안 - 생년월일 : 1996년 10월 4일(28세) - 출생지 : 대한민국 경기도 화성시 동탄 - 학력 : 한림연예예술고등학교 뮤지컬과 (졸업) - 과거 소속 그룹 : 위인더존                   |
| 이재준 | - 본명 : 이재준 - 생년월일 : 1997년 9월 25일(27세) - 출생지 : 대한민국 충청북도 청주시 - 학력 : 청주흥덕고등학교 (졸업) - 현 소속 그룹 : 제이티 앤 마커스 - 과거 소속 그룹 : 씨클라운 |
| 서성혁 | - 본명 : 서성혁 - 생년월일 : 1999년 8월 26일(25세) - 출생지 : 대한민국 경기도 부천시 - 학력 : 백석예술대학 공연예술학부 연기전공 (졸업) - 과거 소속 그룹 : 레인즈                     |
| 김현엽 | - 본명 : 김현엽 - 생년월일 : 2000년 10월 23일(24세) - 출생지 : 대한민국 |
| 방태훈 | - 본명 : 방태훈 - 생년월일 : 2002년 11월 11일(22세) - 출생지 : 대한민국 - 학력 : 서울한광고등학교 (졸업)                                                                              |
| 김지성 | - 본명 : 김지성 - 생년월일 : 2004년 8월 23일(20세) - 출생지 : 대한민국 서울특별시 송파구 - 학력 : 한림연예예술고등학교 실용음악과 (졸업) - 과거 소속 그룹 : 엔티엑스                  |

## 음반 목록

### 정규
- 2024년 3월 28일 《3TAN (WORLD)》

### EP
- 2022년 3월 10일 《1TAN》
- 2022년 6월 21일 《2TAN (wish ver)》
- 2022년 7월 26일 《2TAN (we ver)》
- 2023년 8월 11일 《TAN MADE [ I ]》

### 싱글
- 2022년 10월 11일 《DREAM & DEURIM》

### 디지털 싱글
- 2023년 3월 10일 《ESSEGE》
- 2024년 3월 10일 《SEVEN FOREVER》

## 음반 외 목록

### 예능 프로그램
- 2022년 3월 29일,  4월 5일 : MBC 《우리는 식구당》 (단체 출연)

## 수상

### 시상식
- 2023년 제32회 《하이원 서울가요대상》 뉴웨이브 스타상
- 2023년 《한터뮤직 어워즈》 신한류 스타상